# Ла Пунта (Пиза)
Ла Пунта је насеље у Италији у округу Пиза, региону Тоскана.
Према процени из 2011. у насељу је живело 29 становника. Насеље се налази на надморској висини од 3 м.